# All about POP CLASSICO
『All about POP CLASSICO』（オール アバウト ポップクラシコ）は、松任谷由実（ユーミン）の12作目のライビデオ。2014年12月24日にユニバーサル ミュージックよりリリースされた（DVD：UPBH-20125/6 （2 DISCS）、Blu-ray Disc：UPXH-20032）。

## 解説
- 2013年11月20日から2014年7月18日まで全国66公演が行われた『YUMI MATSUTOYA CONCERT TOUR 2013-2014 POP CLASSICO』の東京国際フォーラム ホールAでの最終公演（2014年7月16・17・18日）の模様を収録。
- ライブビデオとしては初めて「卒業写真」が収録された。
- 篠原ともえが衣装デザインを手がけた[1]。

## 収録曲
1. Babies are popstars
2. ミラクル
3. 無限の中の一度
4. 今だけを きみだけを
5. 雨のステイション
6. NIGHT WALKER
7. 経る時
8. Hey girl!近くても～一緒に暮らそう～彼から手をひいて
9. Hello, my friend
10. シャンソン
11. 雨に願いを
12. Nobody Else
13. LATE SUMMER LAKE
14. Delphine～MODÈLE～Delphine
15. Miss BROADCAST
16. WANDERERS
17. Discothèque
18. 青春のリグレット
19. Laughter

-ENCORE-
1. 愛と遠い日の未来へ
2. 14番目の月
3. ひこうき雲
4. 卒業写真

-SPECIAL CONTENTS-
- The Interview on POP CLASSICO
  - 松任谷由実、森本千絵、篠原ともえ、加藤久幸、須長和広、遠山哲朗
- Babies are popstars（Music Video）

## 参加ミュージシャン
- ドラム：加藤久幸
- ベース：須長和広
- ギター：遠山哲朗
- キーボード：武部聡志
- コーラス：松岡奈緒美、今井正喜、須藤美恵子
- パーカッション：小野かほり
- サキソフォン：伊勢賢治